# Joanna Natasegara

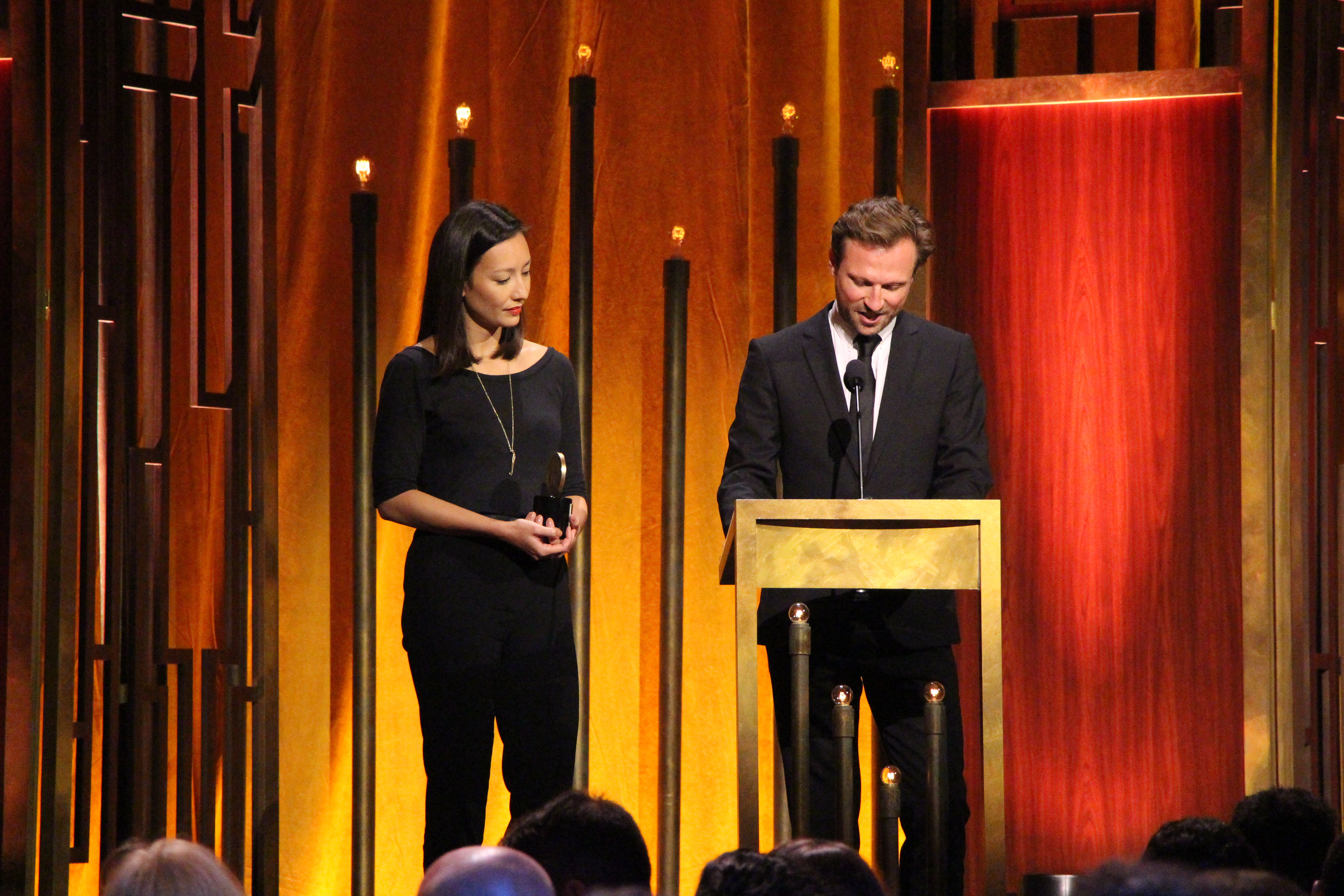
Joanna Natasegara and Orlando von Einsiedel bedanken sich für den Peabody Award für Virunga (2015)

Joanna Natasegara ist eine Regisseurin, Drehbuchautorin und Produzentin von Dokumentarfilmen, die bei der Oscarverleihung 2015 für die Produktion von Virunga zusammen mit dem Regisseur Orlando von Einsiedel für den Oscar in der Kategorie „Bester Dokumentarfilm“ nominiert war. Der Film war 2015 außerdem für einen British Academy Film Award in der Kategorie „Bester Dokumentarfilm“ nominiert.
Natasegara schuf zudem die Dokumentarfilmreihe The Price of Kings, in der sie eine Reihe von politischen Machthabern porträtiert, unter anderem Jassir Arafat und Schimon Peres. Natasegara studierte das Fach Menschenrechte an der London School of Economics and Political Science und gründete die Firma Violet Films / Ultra Violet Consultancy, die sowohl als Filmproduktionsfirma als auch als Beratungsfirma in sozialen und ethischen Fragen fungiert.
Die Kurzdokumentation The White Helmets, an der sie als Produzentin beteiligt war, brachte ihr gemeinsam mit Regisseur Orlando von Einsiedel 2017 eine Oscar-Nominierung in der Kategorie „Bester Dokumentar-Kurzfilm“ ein. Diesmal konnte das Duo den Preis gewinnen.

## Filmografie
Dokumentarfilme
- 2007: Ministry of Truth
- 2010: The Fear Factory
- 2012: The Price of Kings: Yasser Arafat
- 2012: The Price of Kings: Shimon Peres
- 2012: The Price of Kings: Oscar Arias
- 2014: Virunga
- 2016: Die Weißhelme (The White Helmets)
- 2019: Am Rande der Demokratie (The Edge of Democracy)